# 禹城东站
禹城东站位于中华人民共和国山东省德州市禹城市梁家镇，是石济客运专线上的高铁站，2017年12月28日开通启用，由济南铁路局管辖。

## 车站结构

### 站场
- 建设中的禹城东站（2016年6月）
- 车站站台（2018年1月）

## 外部連結
- 中国铁路客户服务中心 （页面存档备份，存于）